# Хогвуд, Кристофер
Кристофер Джарвис Хэйли Хогвуд (англ. Christopher Jarvis Haley Hogwood; 10 сентября 1941, Ноттингем, Великобритания — 24 сентября 2014, Кембридж, Великобритания) — британский клавесинист, дирижёр, музыковед.

## Биография
Изучал музыку и античную литературу в Кембридже. Его педагогами были Р.Леппард и Тёрстон Дарт, затем — Р. Пуйяна и Г. Леонхардт. По стипендии Британского совета год учился в Праге. В 1967 вместе с Дейвидом Мунро создал «Ансамбль старинной музыки» (англ. Early Music Consort), просуществовавший до смерти Мунро (1976). В 1973 Хогвуд организовал собственный коллектив — камерный оркестр Academy of Ancient Music, специализирующийся на «аутентичном» исполнении музыки барокко и раннего классицизма, на инструментах эпохи. Выступал с этим коллективом до 2006 г. Художественный руководитель бостонского хора и оркестра «Общество Генделя и Гайдна» (1986—2001), в 1983—1985 руководил Моцартовским фестивалем в лондонском Барбикан-центре.

## Творчество

### Исполнительская деятельность
Хогвуд — специалист по барочной музыке. Как клавесинист, наиболее известен своими исполнительскими интерпретациями сочинений английских вирджиналистов, Куперена, Баха и др.
Как дирижёр, помимо барочной музыки дирижировал также сочинениями XX в., в том числе Стравинского, Прокофьева, Мартину, Хиндемита, Воана-Уильямса, Бриттена. Совместно с дирижёром Япом Шрёдером в 1978—1985 записал все симфонии и серенады Моцарта.
Как оперный дирижёр дебютировал в 1983 (моцартовский Дон Жуан в Сент-Луисе). Работал в Берлинской государственной опере, миланском Ла Скала, Королевской опере Швеции в Стокгольме, Ковент-Гардене, Австралийской опере и др. В 2009 дирижировал в Ковент-Гардене Дидоной и Энеем Пёрселла, Ацисом и Галатеей Генделя, а также Похождениями повесы Стравинского в Мадридском королевском театре (постановка Робера Лепажа). Осуществлял с Академией старинной музыки исполнение опер Генделя — исполнены Амадис Галльский (2007), Флавий (2008), Ариадна на Крите (2009).

### Научная и педагогическая деятельность
Автор нескольких книг о барочной музыке, где главные предметы его интересов — Гендель, Гайдн и Моцарт. Издал (с собственными комментариями и нотными транскрипциями) учебное пособие композитора М. Локка по игре basso continuo (Oxford, 1987).
С 1992 преподавал исполнение старинной музыки в Королевской академии музыки в Лондоне. Был приглашенным профессором Кингз-колледжа в Лондонском университете.

## Признание
Почетный профессор и почетный доктор музыки Кембриджского университета. Командор ордена Британской империи (1989). Введён в Зал славы журнала Gramophone.

## Сочинения и редакция
- Music at Court. London, 1977
- The Trio Sonata. London, 1979
- Haydn’s Visits to England. London, 1980
- Handel. London, 1984;
- ed., with R. Luckett: Music in eighteenth-century England. Cambridge, 1983.
- ed. The keyboard in Baroque Europe. Cambridge, 2003.